# HD 219485
HD 219485，又名BD+73 1023，SAO 10664、HR 8844，是一颗恒星，视星等为5.84，位于銀經116.38，銀緯12.61，其B1900.0坐标为赤經23h 11m 3.7s，赤緯+73° 12.61′ 10″。